# Ackommodationspolitik
Ackommodationspolitik är en ekonomisk politik som syftar till stabilisering av negativa utbudsstörningar i syfte att dämpa sänkningen av bruttonationalprodukten. Exempel på åtgärder som vidtas är subventioner, arbetsmarknadspolitiska åtgärder, devalvering och ökade offentliga utgifter. Åtgärderna leder vanligen till förhöjd inflation. Ackommodationspolitik är nära besläktad med keynesianism.
Ett exempel på ackommodationspolitik är den svenska ekonomiska politiken under 1970-talet och 1980-talet, efter att normen om fast växelkurs övergavs.